# Wilhelm Eyles Leipziger Sänger
Wilhelm Eyles Leipziger Sänger waren eine sächsische Herrensängergesellschaft, welche 1863 in Leipzig von dem deutschen Sänger Wilhelm Eyle als „Leipziger Quartett- und Konzert-Sängergesellschaft“ gegründet wurde.
Die Bezeichnung „Wilhelm Eyles Leipziger Sänger“ führt sie seit 1893. Eine Ansichtskarte von 1911 zeigt die damaligen Mitglieder, darunter Martin Mühlau.

## Friedrich Karl Wilhelm Eyle
Friedrich Karl Wilhelm Eyle (* 24. März 1840; † 20. Juli 1904) war Tenor und Verfasser vieler Werke für Männerchor; außerdem schrieb er heitere Soloszenen, Lieder und Couplets. Er war der Vater von Edgar Eyle.

## Werke (Auswahl)
- Wilhelm Eyle: „Der Wasserfall.“ Ueber Berg und Thal – Tyroler Nationallied für vierstimm. Männerchor. Leipzig, Eulenburg, 1881.[5]
- Wilhelm Eyle: Der Leipziger Stadtsoldat von anno dazumal: „Vernehmt ihr lieben Leut’“. Original-Couplet f. 1 Singst. m. Pfte. Leipzig, Eulenburg.
- Wilhelm Eyle: Die höchste Zeit: „Wenn zu Ball man bummelt.“ Original-Couplet f. 1 Singst. m. Pfte. Leipzig, Eulenburg[6]
- Wilhelm Eyle: Die Musikalischen Klapphörner op. 28; Nr.2. „Wir sind vier fidele Brüder.“ Humoristische Ensembleszene (= Humoristische Ensemblescenen 113).  4 Seiten, ill. Titel.  Leipzig, Dietrich, 1889.[7][8]
- Wilhelm Eyle: Op. 36. Ein Stündchen in der Küche. Humoristisch-musikalisches Ensemble. Leipzig, Eulenburg.[9]
- Wilhelm Eyle: Lehmann, der Don Juan: „Der schönste Mann auf dieser Welt“. Soloscene m. Pfte. Leipzig, Eulenburg.[10]
- Wilhelm Eyle: Hausknecht Muffel: „Als janz kleener Junge kam ick uff de Welt“. Soloscene m. Pfte. Leipzig, Eulenburg.
- Wilhelm Eyle: Leicht u. schwer: „Wenn uns etwas nicht Mühe macht“. Salon-Couplet f. 1 Singst. m. Pfte.  Leipzig, Eulenburg.
- Wilhelm Eyle: Träumereien: „Es hat wohl jeder Mensch“. Salon-Couplet f. 1 Singst. m. Pfte.   Leipzig, Eulenburg[11]
- Wilhelm Eyle: Op. 90. Wiedergefunden od. Weihnachten in Kiautschou. Weihnachtsbild f. 6 Herren u. 1 Dame. Klavierauszug u. St. Leipzig, Rob. Forberg[12]
- Wilhelm Eyle: Die singenden Engelsköpfchen, humoristische Ensemble-Scene von A. Stahlheuer, op. 81. Leipzig, Forberg, 1900. Exemplar: BSB München.
- Wilhelm Eyle: Humor in allen Ständen. Humoristische Soloscenen m. Pfte. Serie I. Das Handwerk. No. 1–10. Leipzig: O. Forberg, o. J.[13] :

1. Fleischermeister Speck: „Ein jeder Stand hat seine Freude“.
2. Buchbindermeister Kleister: „Man nennt mich Kleisterfritze“.
3. Maler Pinsel: „Ich bin der grosse Maler Pinsel“.
4. Seifensieder Lauge: „Ich bin der Seifensieder Lauge“.
5. Schuster Pfriem: „Kreuzmillionen Donnerwetter“.
6. Bäckermeister Säbelbein: „Wenn mancher Mann wüsste“.
7. Schneidermeister Ziegenbock: „Ich bin der Schneider Ziegenbock“.
8. Maurer Rührkalk: „Was muss man sich als Maurer plagen“.
9. Barbier Kratzer: „Morgens wenn die Hähne krähen“.
10. Schmiedemeister Hammerschlag: „Wenn ich an meinem Ambos steh’“.
- Wilhelm Eyle: Humor in allen Ständen. Humoristische Soloscenen mit Clavierbegleitung. Serie III. Handel und Industrie. No. 21-30. Leipzig: Otto Forberg, o. J. [ca. 1905?]. Enthält:

21. „Buchhändler Schmöker“
22. „Buchdruckereifactor Zwiebelfisch“
23. „Versicherungsagent Dringlich“
24. „Commerzienrath Nathan Goldberger“
25. „Confectionair Süsslich“
26. „Juwelier Ringelmann“
27. „Champagnerreisender Schwips“
28. „Photograph Platte“
29. „Cigarrenhändler Qualm“
30. „Handlungscommis Gurkenstiel“.

## Edgar Eyle
Edgar Eyle (* 9. Oktober 1868; † 13. April 1946) war bereits 1894 Mitglied in der Gesellschaft seines Vaters Wilhelm. Er spielte mehrere Instrumente und komponierte auch für sie. 1907 wird er Liedermeister bei den „Emil-Meysel-Sängern“ [1]. Von 1911 bis 1914 gehörte er den „Leipziger Lyrika-Sängern“ an. Zusammen mit Ferdinand Schmidt war er Direktor bei den „Leipziger Sängern“ seines Vaters Wilhelm Eyle. Er hat Aufnahmen bei „Grammophon“ hinterlassen. Auf deren Etiketten wird er als Mitglied der „Leipziger Kristallpalast-Sänger“ geführt.

## Werke (Auswahl)
- Edgar Eyle: Ordinair u. fein: „Es giebt in allen Dingen.“ Salon-Couplet. Salon-Couplet f. 1 Singst. m. Pfte. Mk 1. Leipzig, Eulenburg.
- Edgar Eyle: Aurelia: „Aurelia ist nicht mehr da“. Groteskes Walzerlied f. 1 Singst. m. Pfte.  Leipzig, Eulenburg.
- Edgar Eyle: „Die Pantoffelhelden.“ Humoristische Ensemble-Scene f. 6 Herren (od. 4 Herren u. 2 Damen). Op. 7, Klavierauszug. Eythra, Jäckel, o. J.
- Edgar Eyle: Der schmucke Florian, Original-Couplet op. 9 /1926. Leipzig, Grude, 1900.

## Tondokumente
Aufnahmen auf Grammophon 1927:
- Gr 20 987 (mx. 407 bd) „Mumm das Unikum“
- Gr 20 988 (mx. 409 bd) „Der Schuljunge“
- Gr 20 989 (mx. 411 bd) „Fensterputzer Läppchen“ (Grohmann – Hopfstock)
- Gr 20 990 (mx. 413 bd) „Fußballfritze als Mittelstürmer“ (Eyle – Schwalbe)
- Gr 20 991 (mx. 415 bd) „Anastasius Pech“

## Wiederveröffentlichungen
- „Der Schuljunge – sächsischer Vortrag.“ (Eyle) Edgar Eyle von den Leipziger Krystallpalast-Sängern, auf Grammophon 20 988 / B 46 720 (mx. 409 bd) 1927[19]
- „Bademeister Schwämmchen – sächsischer Vortrag.“ (Eyle/Torley) Edgar Eyle von den Leipziger Krystallpalast-Sängern, auf Grammophon 21 402 / B 46 754 (mx. 1269 bd) 1927[20]

## Abbildungen
- Neujahrskarte „Leipziger Quartett- und Konzert-Sänger“ im Jahre 1886, bei John-Torley s. 25

- Photo “Die Leipziger Messmusikanten im Jahre 1877. Gesamtspiel von Wilh. Eyle”,  zeigt die Sänger Gipner, Heinig, Selow, Stahlheuer, Hanke und Eyle sen., bei John-Torley s. 24

- Photo von Edgar Eyle als junger Mann, bei John-Torley s. 26